# Devfs
 (décembre 2022).
Si vous disposez d'ouvrages ou d'articles de référence ou si vous connaissez des sites web de qualité traitant du thème abordé ici, merci de compléter l'article en donnant les références utiles à sa vérifiabilité et en les liant à la section « Notes et références ».
Devfs est un système de fichiers présent sur de nombreux systèmes d'exploitation assimilés à des Unix tels que FreeBSD et Linux (bien que toutes les distributions ne l'utilisent pas).
Sur tous systèmes Unix, de nombreux périphériques d'entrée-sortie (tels que les disques, les imprimantes, les terminaux virtuels etc) sont traités comme des fichiers spéciaux. Cependant, maintenir ces fichiers dans un système de fichiers classique peut devenir plutôt complexe : c'est particulièrement le cas pour certains périphériques pouvant être « montés à chaud » (c'est-à-dire montés alors que le système est opérationnel) tels que les périphériques USB par exemple. Devfs simplifie ce problème en contrôlant automatiquement la gestion de la création, de la suppression et des permissions de ces fichiers.
L'utilisation de Devfs n'est plus conseillée pour les noyaux Linux à partir de la version 2.6.x. Il a été remplacé par udev.